# كوينتن هيرمانز

كوينتن هيرمانز (مواليد 29 يوليو 1995) هو دراج بلجيكي عضو في فرقة انترمارشي وانتي جوبيرت ماتيرو.

## وصلات خارجية
- كوينتن هيرمانز على موقع الاتحاد الدولي للدراجات (الإنجليزية)
- كوينتن هيرمانز على موقع أرشيف الدراجات (الإنجليزية)
- كوينتن هيرمانز على موقع إحصائيات الدراجات الإحترافية (الإنجليزية)
- كوينتن هيرمانز على موقع نسبة الدراجات (الإنجليزية)
- كوينتن هيرمانز على موقع CycleBase (الإنجليزية)
- كوينتن هيرمانز على موقع MTB Data (الإنجليزية)